# Египатске пирамиде
Египатске пирамиде, од којих су неке међу највећим грађевинама које је људска рука икад изградила, чине један од најмоћнијих и најдуговечнијих симбола староегипатске цивилизације. Већина археолога сагласна је да су оне саграђене као надгробни споменици повезани са краљевским култовима сунца и месеца, а већина их је изграђена за време Старог и Средњег краљевства.

## Историјски развој
У време египатске историје раних династија, имућни људи су сахрањивани у визуелно упечатљивим степенастим грађевинама познатих као мастабе.
Прва историјски документована пирамида приписује се архитекти Имхотепу, који је пројектовао гробницу за коју археолози верују да је изграђена за фараона Џосера, а замишљена је као низ мастаба, једне на другој, тако да су стварале грађевину коју је чинио један број степеница које су се сужавале према врху. Резултат је била Џозерова пирамида – која је пројектована да служи као џиновско степениште којим ће се душа покојног фараона узнети на небо. Значај Имхотеповог достигнућа је био толико велики да су га каснији Египћани прогласили за бога.
Свака пирамида имала је своје име, па је тако пирамида фараона Тетија била позната као „Тетијева култна средишта трају“, касније су комплекси који окружују главну пирамиду добијали посебна имена. Већини пирамида је касније локално становништво давало арапска имена.
Најплоднији период изградње пирамида подудара се са највећим апсолутизмом владавине фараона, за време раног дела Старог царства. Временом, како је ауторитет фараона био мање централизован а више бирократизован, способност и воља да се покрену огромне масе људи и велика материјална средства је опадала, па су касније пирамиде биле мање, лошије и брже грађене.
Много година након окончања периода грађења пирамида у Египту, плануло је грађење пирамида на подручју данашњег Судана, када су великим деловима Египта завладали краљеви Напате. Иако је напатанска владавина била кратка и окончала се 661. п. н. е., египатски утицај се оставио неизбрисив траг, па је за време последњег суданског краљевства Мероита (отприлике између 300. п. н. е. – 300. не.) процветала изградња Нубијских пирамида, више од две стотине краљевских пирамидалних гробница, иако јединствених, ипак под великим утицајем египатских краљевских пирамида, изграђених у близини мероитског главног града.

## Изградња
Верује се да су се технике које су коришћене за изградњу египатских пирамида првобитно развијале кроз велики број покушаја и учења на грешкама и касније прилагођаване економским искуствима и људским ресурсима у преко хиљаду година дугом периоду изградње пирамиде.
Недавно откривени гробови радника показали су како су пирамиде грађене и колико су радници били важни: радници на пирамидама су били плаћене занатлије, а не робови, и имали су свој град у Гизи.
У најранијем периоду, за време Треће и Четврте династије, пирамиде су грађене само од камена. За време Пете династије величина пирамида је прилично смањена, а кречњак лошег квалитета замењен је гранитом као основним грађевинским материјалом. По први пут за попуњавање унутрашњости коришћен је шљунак, што је омогућило да се пирамиде граде с мање средстава и за краће време.
За време Средњег краљевства грађевинске технике изградње пирамида поново су се промениле. Већина пирамида из тог времена биле су тек планине од земљаних опека обложене слојем исполираног кречњака. У неким случајевима, касније пирамиде грађене су на врху природних брда да би се додатно смањила количина материјала потребног за изградњу.
Парадоксално, материјали и методи изградње коришћени у најранијим пирамидама омогућили су њихов опстанак у много бољем стању очуваности него што је то случај с пирамидама каснијих фараона.

## Симболизам пирамида
Верује се да облик египатских пирамида представља праисконску хумку од које је, по веровању Египћана, настала земља. Такође се мисли да облик представља сунчеве зраке, а већина пирамида била је обложена углачаним, бљештећим белим кречњаком, да би им дала сјајан изглед кад се посматрају из даљине. Пирамидама су често давана имена која су била у вези са сјајем сунца. На пример, званично име „Закривљене“ пирамиде у Дашуру било је Јужна блистава пирамида, а Сенвосретова пирамида у ел-Лахуну звала Сенвосрет блиста.
Иако је опште прихваћено да су пирамиде били надгробни споменици, постоји трајно неслагање о појединим теолошким начелима која су подстакла њихову изградњу. Једна теорија која се све више прихвата је да су пирамиде пројектоване као нека врста „средства за васкрснуће“; Египћани су веровали да је мрачни део ноћног неба око кога звезде круже физички улаз у небеса, и да је једна од оса која пролази од главне гробне одаје кроз врх Велике пирамиде директно усмерена у центар овог дела неба. Ово сугерише да би пирамида могла бити пројектована као средство за магично лансирање душе умрлог фараона право у пребивалиште богова.
Све египатске пирамиде изграђене су, без изузетка, на западној обали Нила, која је као место заласка сунца повезана с царством мртвих у египатској митологији.

## Места где се налазе пирамиде
Већина извора наводи да је данас број пирамидалних грађевина у Египту између 80 и 110. Разлог за овако непрецизно бројање лежи у чињеници да се много мањих пирамида налази у лошем стању и да су само брежуљци од шљунка, па их археолози полако идентификују и проучавају. Већина пирамида је груписана на појединим местима, а најважније се налазе на следећој географској листи, од севера ка југу.

### Абу Раваш
Абу Раваш је налазиште најсеверније египатска пирамиде, изузев рушевина Лепсиус пирамиде број један – углавном уништене Џедефријеве пирамиде, сина и наследника фараона Куфуа. Првобитно се сматрало да ова пирамида никад није ни била завршена, али су сада археолози сагласни да је не само била завршена, већ је била и готово исте величине као Менкорова пирамида – трећа по величини пирамида у Гизи. По томе би Џедефријева пирамида била четврта или пета по величини пирамида у Египту.
Нажалост, њен положај крај велике раскрснице путева чини је лаким извором камена, чије је искоришћавање почело у римским временима а наставило се до почетка 20. века. Данас је мало остало изузев неколико редова камења који се уздижу над природним брдашцем које је чинило основу пирамиде – мада је мала сателитска пирамида у бољем стању.

### Гиза
Гиза, јужно предграђе Каира је локација где се налазе Куфуова пирамида (позната и као „Велика пирамида“ и „Кеопсова пирамида“), нешто мања Кефренова пирамида, и Менкорова пирамида, која је скромнијих димензија, заједно с једним бројем мањих грађевина, познатих као пирамиде „краљица“ и Велике Сфинге.
Једино је на Кефреновој пирамиди остао део оригиналне оплате од углачаног кречњака, на самом врху. Занимљиво је да та пирамида изгледа већа од суседне Куфуове (Кеопсове) пирамиде захваљујући томе што се налази на узвишењу, и што је стрмија – у ствари она је и нижа и мања од Куфуове пирамиде.
Пирамиде у Гизи су вероватно најпопуларнија туристичка одредница од давнина, а била је популарна још у хеленско доба када је Антипатер из Сидона уврстио међу Седам светских чуда. Она је данас једино од древних светских чуда које постоји.
- Сателитски снимци пирамида у Гизи

### Завјет ел-Арјан
Ово налазиште, на пола пута између Гизе и Абу Сира, је место две незавршене пирамиде из времена Старог краљевства. Верује се да је власник северне грађевине био фараон Небка, док се јужна грађевина приписује фараону из Треће династије, Каби, познатом и као Хуџефа, наследнику Секемкета. Кабина четворогодишња владавина објашњава зашто је његова степенаста пирамида незавршена. Данас је она висока око двадесет метара, да је била завршена достигла би од четрдесет.

### Абу Сир
Има укупно седам пирамида на овом месту, које је служило као главна краљевска некропола Пете династије. Квалитет изградње пирамида у Абу Сиру је лошији од оних из Четврте династије – можда као знак слабљења краљевске моћи или мање успешне привреде. Пирамиде су мање од претходних, а грађене су од локалног кречњака слабијег квалитета.
Три највеће пирамиде су Њусерова (која је готово недирнута), Нефериркаре Какаијева и Сахурина. Овде се налази и недовршена Неферефријева пирамида. Све ове пирамиде грађене су као степенасте око седамдесет метара високе а касније претворене у „праве“ пирамиде попуњавањем степеника неучвршћеним каменом.

### Сакара
У Сакари су највеће Џосерова пирамида – најстарија монументална камена грађевина на свету, Усеркафова пирамида и Тетијева пирамида. Овде се налази и Унасова пирамида, код које је сачувана прилазна стаза, која је међу најочуванијима у Египту. Ова пирамида била је такође предмет једног од најранијих покушаја рестаурације, коју је предузео један од синова Рамзеса II. Сакара је такође локација незавршене пирамиде Џосеровог наследника Секемкет, позната као „закопана пирамида“. Археолози верују да је ова пирамида завршена да би била већа од Џосерове.

### Дашур
Јужна „закривљена“ Снеферуова пирамида у Дашуру. Јединствена је по томе што је сачувала највећи део своје оплате од углачаног кречњака.]]
Ово подручје је вероватно најзначајније поље пирамида, изузев Гизе и Сакаре, иако је до 1966. налазиште било неприступачно јер се налазила у оквиру војне базе, па је због тога била готово непозната ван археолошких кругова.
Верује се да је јужна Снеферуова пирамида, општепозната као „закривљена пирамида“, први (или по неким рачунањима, други) покушај грађења пирамиде с глатким странама. Она је то само делом успела – али ипак привлачи пажњу – и остаје једина пирамида која је сачувала велики део оригиналне кречњачке оплате, и најбољи је пример светлосног ефекта који је био својствен свим пирамидама у њиховом првобитном стању.
Северна, Црвена пирамида коју је на истом месту саградио фараон Снеферу, касније је успешно изграђена као прва права пирамида са глатким странама на свету. Иако је релативно непозната. Црвена пирамида је у ствари трећа по величини пирамида у Египту, после Кефренове и Куфуове пирамиде у Гизи. У Дашуру се налази и пирамида позната као „Црна пирамида“ Аменемхета III.

### ел-Лишт
Две највеће пирамиде у Лишту саградили су Аменемхат I и његов син, Сенусрет I. Ова друга окружена је рушевинама десет мањих помоћних пирамида. Налазиште, у близини оазе Фајум, на пола пута између Дашура и Меидума, и око 100 km јужно од Каира, верује се да се налазило покрај древног града Itjtawy (чија тачна локација није позната), који је био главни град Египта за време Дванаесте династије.

### Меидум
Пирамида у Меидуму је једна од три које су саграђене за време владавине фараона Снеферуа, за коју неки верују да ју је започео фараонов отац и претходник Хуни. Неки археолози претпостављају да је пирамида у Меидуму могла бити први неуспели покушај изградње праве или пирамиде с глатким странама.
Пирамида се срушила још у древно доба а данас стоје само централни делови њене степенасте основе, попут необичне куле, што је јединствен случај међу египатским пирамидама. Брдо на коме је пирамида смештена није природно настало – то је у ствари мала планина отпадака насталих када се одустало од спољне оплате.
Једна страна пирамиде у Меидуму се срушила и одсечена је око 2600. п. н. е. када је постављан њен спољни зид. Пирамида у Меидуму је права пирамида, тетраедар, док је Џосерова пирамида степенаста пирамида, направљена од назиданих правоугаоних мастаба. Код пирамиде у Меидуму, потпорни зидови нису проширени да прихвате значајнију оплату.
Ово додавање кречњачке оплате без продужене камене потпоре показало се фаталним, и велика хумка од шљунка може се видети крај пирамиде, Након ове несреће, градитељи су вероватно преиспитали метод градње.
Успех Џосерове пирамиде и неуспех пирамиде у Меидуму поставили су модел за касније пирамидалне грађевине у Египту
Сматра се да је било рушења и за време градње „закривљене“ пирамиде у Дашуру (коју је такође градио Снеферу), и да је то можда био разлог за промене у пројекту за време изградње касније грађевине. Око 50 метара изнад земље, угао стрмине нагло се мења. Неки стручњаци сматрају да су градитељи „закривљене“ пирамиде променили своју градитељску технику после неуспеха у Меидуму. Будући да нема забележених рушења пирамида изграђених после меидумске може се претпоставити да су иновације – и катастрофални резултати када оне нису поштоване – биле ефикасна лекција.

### Хавара
Аменемхет III био је последњи моћни владар Дванаесте династије, а пирамида коју је саградио у Хавари, у близини Фајума, вероватно је саграђена после тзв. „црне пирамиде“ коју је исти владар саградио у Дашуру. Верује се да је пирамида у Хавари била Аменемхетово последње боравиште.

### ел-Лахун
Пирамида Сенусрета II ел-Лахуну је најјужнија пирамида – краљевска гробница у Египту. Њени градитељи су смањили количину рада потребног за њену изградњу тако што су за основу искористили 12 метара високо природно кречњачко брдо.